# Primera crisis del estrecho de Taiwán
La crisis del estrecho de Taiwán, también conocida o llamada como la crisis del 54-55 o crisis de Formosa, más tarde llamada primera crisis del estrecho de Taiwán debido al estallido de dos crisis posteriores en el mismo estrecho, fue un conflicto bélico vivido durante un corto tiempo entre la República Popular China (RPC) y la República de China (RC) en Taiwán. El conflicto se centró en varios grupos de islas en el estrecho de Taiwán que estaban en manos de la RC pero que estaban ubicadas a sólo unas pocas millas de China continental.
La crisis comenzó cuando la RPC inició intensos bombardeos en la isla de Kinmen (Quemoy), controlada por la RC, en septiembre de 1954. Posteriormente, los bombardeos se extendieron a las islas Matsu y Dachen. En respuesta, Estados Unidos y la República de China acordaron el Tratado de Defensa Mutua entre los Estados Unidos y la República de China en diciembre de 1954. En enero de 1955, la RPC se apoderó de las islas Yijiangshan. Más tarde ese mes, ambas cámaras del Congreso de los Estados Unidos aprobaron la Resolución de Formosa, que autorizaba al presidente Dwight D. Eisenhower a defender a la RC y sus posesiones. Luego, la Armada de los Estados Unidos ayudó a los nacionalistas a evacuar las islas Dachen.
La crisis disminuyó en abril de 1955 después de que el primer ministro Zhou Enlai expresara la intención de la RPC de negociar con Estados Unidos en la Conferencia de Bandung, y en mayo de 1955 el Ejército Popular de Liberación dejó de bombardear Kinmen y Matsu. Las conversaciones a nivel de embajadores entre China y Estados Unidos comenzaron en Ginebra en agosto de 1955. Las cuestiones fundamentales del conflicto seguían sin resolverse, lo que condujo a una nueva crisis tres años después.

## Antecedentes
Los partidarios comunistas de Mao Zedong derrotaron a los nacionalistas de Chiang Kai-Shek y establecieron la República Popular de China en octubre de 1949. El 10 de diciembre de 1949 cayó Chengdu, la última gran ciudad en manos de los nacionalistas. Desde 1948 dos millones de refugiados se habían instalado en Taiwán. Con ellos acabaron la práctica totalidad de la fuerza aérea, la marina de guerra, las reservas de oro y divisas del Banco Nacional, y todos los objetos o reliquias que se pudieron rescatar y trasladar. Las últimas posiciones nacionalistas en caer fueron las guarniciones de Sichuan y Yunnan, enviando a decenas de miles de refugiados y soldados en dirección a la frontera. Ante la negativa de Birmania a dejarles entrar, las fuerzas nacionalistas cruzaron por la fuerza, estableciendo un dominio propio.
Lo que quedaba del gobierno de la República de China de Chiang se estableció en Taiwán y las islas de la costa. El presidente Truman se negó a reconocer a la República Popular de China, pero descartó proteger a Chiang.
En febrero de 1950 Mao firmó un tratado de seguridad con la URSS. Mientras Chiang, con su ejército totalmente debilitado, ya no contaba con el apoyo que le habían ofrecido los EE. UU. Los americanos se oponían al uso de sus fuerzas armadas en el Estrecho de Taiwán. La invasión del Ejército Popular de Liberación a la isla de Taiwán parecía inminente. 
En junio de 1950 el líder comunista norcoreano Kim Il-sung trató de reunificar Corea a la fuerza. Esto hizo que EE. UU. se comprometiera a proteger al gobierno de Chiang en Taiwán. La Guerra de Corea convenció a EE. UU. que Mao era un agresor que actuaba en coordinación con Moscú. El presidente Truman ordenó a la Séptima Flota patrullar el estrecho, con la única intención de frenar las potenciales hostilidades. Sin embargo EE. UU. no llegó a posicionarse a favor de ninguno de los bandos.
La escasa presencia de las tropas comunistas en los confines occidentales de China hasta 
mediados de los cincuenta, hizo a Chiang usar Birmania como 
trampolín desde el que lanzar operaciones en Yunnan y Sichuan. Así se creó un movimiento de insurgencia junto a los musulmanes 
del Xingjiang y los tibetanos.
En la costa las fuerzas comunistas lanzaban ataques contra las islas del litoral bajo control nacionalista. Al mismo tiempo Taiwán empleaba sus aviones para bombardear infraestructuras clave y lanzaba operaciones de sabotaje o trataba de establecer focos de insurgencia. La suerte fue desigual. Las fuerzas comunistas lograron capturar la isla de Hainan en primavera de 1950. En cambio los nacionalistas fracasaron en sus intentos por llevar la lucha al continente.
Las prioridades de Mao eran eliminar a Chiang y unificar a China, para así reclamar el puesto de China en las Naciones Unidas.
Cuando terminó la guerra en Corea, Mao sabía que atacar Taiwán no era una opción mientras EE. UU. la protegiera. Debía atacar a la República de China en las islas más pequeñas y más cercanas al continente. De este modo esperaba tener mayor poder para negociar el estatus de Taiwán con la República Popular China.

## El Conflicto
El conflicto comenzó cuando tropas del Ejército Popular de Liberación (el Ejército de la China comunista) atacaron las islas de Quemoy, territorio de la República de China. El 25 de octubre de 1949, se lanzó un asalto con 27.000 hombres que resultó un desastre para las tropas chinas y en 1950 fracasó otro intento. El conflicto que duró siete meses y tres semanas, antes de que la R.P. de China se retirase al ver que sus esfuerzos eran inútiles debido al apoyo estadounidense a los últimos territorios de la China insular.
A EE. UU. le preocupó que el ataque a las islas fuera el inicio de un asalto a Taiwán. Estos temores aumentaron cuando las tropas de la República Popular China atacaron las islas Dachen en diciembre. Chiang no podía mantenerse sin ayuda de EE. UU., pero EE. UU. no quería entrar en guerra y convenció a Chiang de retirarse. Era lo que Mao había esperado. 
Sin embargo Chiang se negó a entregar las islas de Quemoy y Matsu. Chiang había destinado allí 100.000 de sus mejores tropas como demostración de su intención de retomar el continente. Chiang creía que retirar esas tropas destruiría la moral y colapsaría su gobierno. EE. UU. le apoyó. Sin embargo EE. UU. creía que se no podría defender Quemoy y Matsu sin eliminar las bases aéreas de la China comunista. Los militares de EE. UU. creían que usar armas nucleares era la única manera de garantizar el éxito. 
Los avances militares de Mao hicieron que EE. UU. comenzar a ver peligrar el equilibrio entre las dos partes. Para impedir que los comunistas invadieran Taiwán en diciembre de 1954 se firmó un Tratado de Seguridad Mutua entre los EE. UU. y Taiwán. Pero éste sólo contemplaba la de Taiwán y las islas Pescadores, además de otros territorios que podrían ser determinados por mutuo acuerdo. EE. UU. se excluía de una intervención en las Dachen pero se comprometía a intervenir en Quemoy y Matsu. Esto supuso en 1955 el cese de los bombardeos sobre esas dos islas cuando Mao fue informado de que en caso de intervención de EE. UU. si hacía falta sus militares podrían llegar a solicitar utilizar armas nucleares. 
Los aliados de EE. UU. querían evitar una guerra nuclear, por lo que se entablaron conversaciones en Ginebra. Las conversaciones se prolongaron años, sin progreso alguno. En agosto de 1958, se reinició nuevamente el bombardeo de Quemoy y Matsu, iniciando la llamada Segunda Crisis del Estrecho de Taiwán. Una vez más EE. UU. prepararon una opción nuclear, pero el presidente la descartó. La participación militar americana se limitó a apoyar a las fuerzas de Chiang.